# 국가표준 도량형 유물
국가표준 도량형 유물은 충청북도 음성군 국가기술표준원 계량박물관에 있는 도량형 유물이다. 2006년 12월 4일 대한민국의 국가등록문화재 제320호로 지정되었다.

## 개요
도량형(度量衡)의 '도(度)'는 길이를 측정하는 도구, '량(量)'은 용량을 계량하는 도구 그리고 '형(衡)'은 중량을 측정하는 도구이다. 이들은 인간의 공동생활에서 중요한 기준이 되므로 고대사회부터 매우 중요한 비중을 차지하였다.
한국 도량형제도가 근대화된 것은 1902년(광무6년)에 평식원(平式院)을 설치하고 도량형 규칙을 정하여 미터법을 도입한 이후부터이다.
기술표준원에서 소장하고 있는 도량형 유물은 대한제국시대부터 일제강점기까지의 표준도량형기와 검정을 위해 사용했던 검정기류로 한국 근대의 역사와 당시 사회를 잘 보여주는 대표적인 유물이다.

## 참고 자료
- 국가표준 도량형 유물 - 국가유산청 국가유산포털